# Лауда, Ян

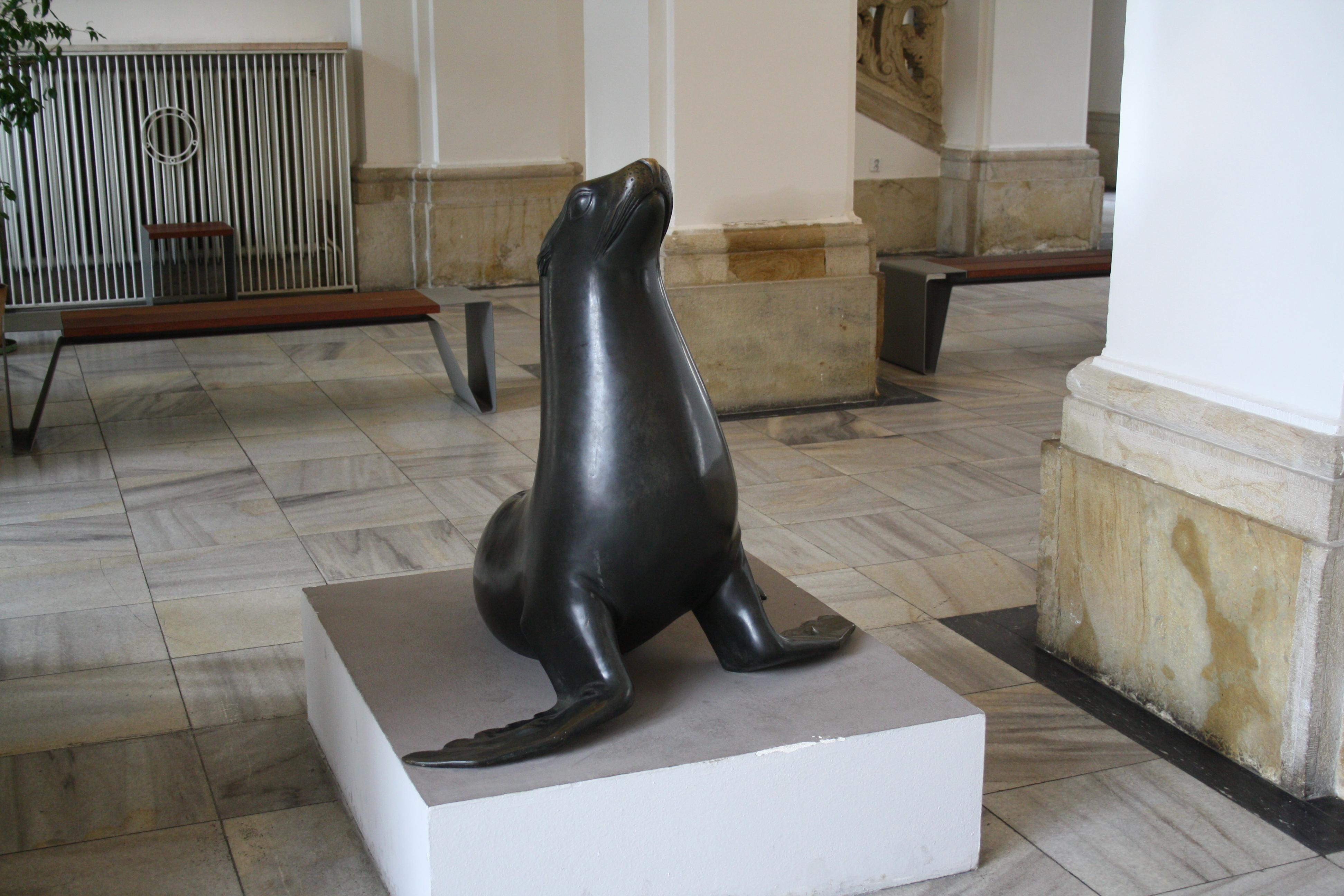
Скульптура морского льва. Моравская художественная галерея в Брно

Ян Лауда (чеш. Jan Lauda; 4 апреля 1898, Прага — 11 марта 1959, там же) — чешский скульптор, педагог и общественный деятель. Народный художник ЧССР (1958).
Один из выдающихся представителей «социального искусства» Чехословакии.

## Биография
С 1911 года Лауда занимался в ателье профессора С. Сухарда, много рисовал и лепил. Потом несколько лет учился у Иосифа Драгоносского в художественно-промышленной школе в Праге. Некоторое время будущий художник служил в австрийской армии. В 1917 году Лауда поступил в Пражскую Академию изобразительных искусств, где учился у известного чешского скульптора Яна Штурса и продолжил его работу над памятником выдающемуся педагогу Яну Амосу Коменскому.
С 1921 три с половиной года работал в одном ателье с крупнейшим пражским скульптором О. Гутфрёйндом.
Позже преподавал ваяние в пражской Академии искусства.

## Творчество
Работы, отличающиеся социальной тематикой, Лауда впервые выставил в 1922 году. Сочувствие к людям из народа, значительность жизни простого человека, чистоту его духовного мира Лауда утверждает в своих произведениях «Судомойка» (1922), «Гончар» (1923), «Голова старика» (1925).
В 1920-е годы началась деятельность Лауды и в области монументально-декоративной скульптуры. Он — автор ряда рельефов на административных зданиях в Праге. В 1925 году создал большой геральдический рельеф-герб над входом в Чехословацкий павильон на биеннале в Венеции. Другой его геральдический рельеф, разрушенный фашистами в годы Второй мировой войны, находился на фасаде архитектурной школы в Усти-над-Лабем.
В рельефах фонтана на Всемирной выставке декоративных искусств в Париже (1925), Лауда мастерски использовал эстетические возможности цветной майолики. В конце 1930-х годов скульптор создал для Остравы свой крупнейший барельеф из гранита на мотивы из жизни шахтёров «Как делается уголь». К монументально-декоративной скульптуре относятся и его аллегорические бронзовые фигуры времён года «Весна», «Лето», «Осень», «Зима», а также «Ева» (1935).
В 1939 году на Всемирной выставке в Нью-Йорке экспонировал свою работу «Нападение на Чехословакию» .
Во все периоды своего творчества Лауда успешно выступал и как портретист. Был он также одарённым анималистом. Многие его анималистические работы установлены в различных парках страны.